# Davide Cova
Davide Cova (Càller, 27 de juny de 1891 - Oristany, 9 de maig de 1947) fou un periodista, polític i enginyer sard. Estudià matemàtiques a la Universitat de Càller i es graduà en enginyeria industrial a Milà el 1914, alhora que aconseguia un diploma d'arquitectura i participava en els moviments de defensa dels drets humans. Aleshores s'interessà pel moviment regionalista sard i fundà a Càller la revista Sardegna amb Attilio Deffenu i il·lustracions del pintor Mario Delitala, que reclama l'alliberament de Sardenya del proteccionisme que afavoria les fàbriques del Nord i impedia qualsevol iniciativa empresarial sarda, promoure l'art i l'expressió en les seves diverses formes, com a mitjà important per a comunicar, educar, produir i desenvolupar una major consciència política entre els sards.
Quan esclatà la Primera Guerra Mundial s'allistà a la Brigada Sàsser, i quan acabà la guerra fundà a Càller els diaris Il Popolo Sardo i Il Solco. Va obrir un estudi d'enginyers a la Piazza Martiri, i juntament amb Emilio Lussu, Camillo Bellieni i altres amics va fundar el Partit Sard d'Acció, que es constituí oficialment el 1921. Va assolir un gran èxit de convocatòria, cosa que provocà l'antagonisme dels grups feixistes, que els acusaven de subversius i separatistes que volien destruir la unitat nacional. Després de la marxa sobre Roma i la proclamació de la dictadura de Benito Mussolini foren arrestats els dirigents del partit. Cova va fugir a Tunis i després a Milà. El 1923 va tornar i treballà a Oristany com a enginyer municipal, tot participant en diverses obres públiques com l'aqüeducte, l'edifici de l'escola primària, jardins públics, obres de recuperació i altres. També va donar classes a l'Escola d'Arts Aplicades d'Oristany, inaugurada el 1925, i hi va idear un model de planificació urbana de l'illa, però el 1929 fou destituït per negar-se a ingressar al Partit Nacional Feixista. Es va dedicar a l'enginyeria però sovint fou detingut per les autoritats.
Durant la Segona Guerra Mundial la seva casa fou bombardejada, i el 1943 fou escollit alcalde d'Oristany pel Comitè d'Alliberament Nacional. Des del seu càrrec va ordenar la ciutat devastada pels esdeveniments, va respondre a les necessitats directes de la població, va comprar vacunes contra l'epidèmia de tifus, i reordenà la ciutat. Alhora, va dirigir el reconstituït Partit Sard d'Acció i participà amb Piero Sotgiu i Gonario Pinna en la redacció de l'Estatut d'autonomia per a Sardenya, però va morir abans de veure'l aprovat.